# Serény Múmia
A Serény Múmia a Kolozsvárt megjelenő Helikon laptestén belül az 1993. november 12-i  (23.) számmal indított, 4–6 oldal terjedelmű belső lap (melléklap), amelyet a szerkesztőség teljes egészében a fiatalok rendelkezésére bocsátott. E melléklap 2004 végéig élt.

## Története
Mottó: „Ha majd minden rabszolga nép/ jármát megunva olajra lép.”
Szerkesztője Fekete Vince volt; az első számban Sántha Attila Serénykedő ezredvég avagy a múmiák ébredése címmel fogalmazta meg célkitűzéseit: „Mindannyiunkban ott vár egy múmia – írta – …, bebalzsamozva, összezsugorodva, megaszalódva, ám bármikor készen arra, hogy egy korty életvíztől felébredjen… Néhány múmia máris felébredt. Ott van bennük az emberiség pár ezeréves tapasztalása, és mivel ők, kik oly sokáig voltak tetszhalottak, igazán tudják, hogyan kell élni, úgy tűnik, halálfélelem nélkül léteznek. Néha bölcsek, melankolikusak, néha mámorosan serénykedőek; lótnak-futnak, hogy fáj bele az embernek a feje, majd jókedvükben leülnek mesélni nekünk… Talán ez a mese az, amit úgy is nevezhetnénk, hogy irodalom.” Ebben a lapszámban Benő Attila, Fekete Vince, László Noémi és Orbán János Dénes verssel, Demény Péter novellával, Sántha Attila jegyzettel, Csobán Attila esszével jelentkezett. A későbbiekben pedig – teljes nyitottsággal – az egymás nyomába lépő fiatalok, szinte kivétel nélkül.
Az első évfordulón a szerkesztő, Fekete Vince így vonta meg a lapmelléklet mérlegét: „…egy esztendeje már, hogy – több tiszteletre méltó pályatársunk szerint – belemostuk a lábunkat kies transzilvanista irodalmacskánk pisztrángos vizébe. Állóvizébe – tesszük mi hozzá, nem titkolt provokatív szándékkal…” Majd az egy évvel korábbi programot („Nincs a teremtésben győztes, csak Mi!” mottó alatt) újrafogalmazva: „Ne legyünk unalmasak! Ez volt kimondatlanul is a jelszó, amiben, talán, mindannyian egyetértettünk. Ugyanakkor valami más érdekelt, nem az, ami a csapból is folyt és folyik. Fityisz az elvárásoknak és fityisz egy bizonyos fajta olvasórétegnek, de cinkos összekacsintás egy (kialakulóban lévő) másikkal. Teret engedtünk képzeletünknek, ami szabaddá és határtalanná tette számunkra a világot; s ha szolgálni akar(t)unk, azt csakis az irodalomra tartottuk érvényesnek; s a helytállást és megmaradást pedig – legjobb igyekezetünk szerint – minőségi – áruban gondoljuk el. Voltunk (éppen ezért) közönségesek, antipatetikusak, meghökkentőek… Mégis – elhamarkodottan ítélve – talán valamiben félreértettek, hiszen – mi is tudjuk – ma már nem áttörés (min is?, kin is?) a konvenciókat felrúgó, provokatív, parlagi szleng.”
1996-ban, a szegedi Serény Múmia-esten, immár a melléklet 65. számában, Lakatos Mihály már a történelmi előzményeket is felidézte: az Ifjúmunkás irodalmi mellékletét, az 1989-es fordulat után („amikor a politikai és tekintélyelvű megszorítások megszűntével a lehetőségeknek nem határt, hanem egyenesen ketrecet szabtak”) a Jánk Károly, Vida Gábor és Balássy Csaba szerkesztette Árnyékhatár című antológiát (Kolozsvár, 1992), illetve a csoport önálló lapjának is tekinthető Előretolt Helyőrséget. Közös jellemzőjük – írja – a „korábbi erdélyi irodalomhoz képest újat jelentő másság”; „… felnő ebben az elgyötört régióban egy új nemzedék, mely ahelyett, hogy megnyúlt képpel, földre szegzett tekintettel, kucsmáját vagy az asztalkendőt babrálgatva magányos, bagoly huhogta templomtornyokról, bedeszkázott ablakú iskolákról és kitépett nyelvű bús magyarokról regélne, a sarokba vágja az ódon lantot és elővéve a tangóharmonikát, beül Rejtő Jenő valamelyik hírhedt kocsmájába a matrózokkal együtt mulatni. Mert egy nyelvnek sokkal több esélye van az életben maradásra, ha dalokat énekelnek rajta, vicceket mondanak és szerelmes pajzánságokat suttognak a szerelmesek egymás fülébe, mint ha többénekes eposzokban féltő aggodalommal elsorolják a minduntalan rá leselkedő veszedelmeket…” (Helikon, 1996/ 11).
2004 végén a Serény Múmia címet és szerkesztőt váltott: a Helikon 2005/3. számában új lapmelléklet indult, új számozással, A Nagy Kilometrik címmel, Karácsonyi Zsolt szerkesztésében.

## A név eredete
A Serény Múmia elnevezés kétséget kizáróan egy kitalált bűnözői banda elnevezése nyomán született meg, amely Rejtő Jenő Piszkos Fred, a kapitány című komikus regényében olvasható, Serény Múmiák formában.